# Schizotetranychus elongatus
Schizotetranychus elongatus är en spindeldjursart som beskrevs av Wang och Xiaolong Cui 1991. Schizotetranychus elongatus ingår i släktet Schizotetranychus och familjen Tetranychidae. Inga underarter finns listade i Catalogue of Life.